# Wyżeł słowacki szorstkowłosy - ohar
Wyżeł słowacki szorstkowłosy (Slovenský hrubosrstý Stavač) – słowacka rasa z grupy wyżłów, przez FCI zakwalifikowana do sekcji wyżłów kontynentalnych. Psy tej rasy charakteryzują się twardym szorstkim włosem w kolorze szarym. Pies użytkowy, nadający się do pracy w lesie, jak i w wodzie, odporny na strzały, sprawdza się jako tropowiec i aporter. Podlega próbom pracy.

## Wady
W przypadku wyżłów słowackich poważną wadą jest zbyt jasna maść (zbliżona do koloru białego), zbyt mocna głowa, mało szlachetny wygląd, zbyt długa lub krótka skóra, za długi lub miękki włos, wadą jest również włos zbyt krótki na kufie. Wadami eliminującymi są maść niezgodna ze wzorcem, wszystkie wady anatomiczne, u psów wnętrostwo.